# Invermere
Invermere är en ort i Kanada.   Den ligger i provinsen British Columbia, i den södra delen av landet, 3 000 km väster om huvudstaden Ottawa. Invermere ligger 803 meter över havet och antalet invånare är 2 871. Den ligger vid sjön Windermere Lake.
Terrängen runt Invermere är varierad. Invermere ligger nere i en dal. Runt Invermere är det mycket glesbefolkat, med 3 invånare per kvadratkilometer.. Invermere är det största samhället i trakten.
I omgivningarna runt Invermere växer i huvudsak barrskog.